# Canton de Molières
Le canton de Molières est un ancien canton français du département de Tarn-et-Garonne et de la région Midi-Pyrénées.

## Communes
Le canton de Molières comprenait les cinq communes suivantes :
| Nom                  | Code Insee | Intercommunalité          | Superficie (km2) | Population (dernière pop. légale) | Densité (hab./km2) |
| -------------------- | ---------- | ------------------------- | ---------------- | --------------------------------- | ------------------ |
| Molières (chef-lieu) | 82113      | CC du Quercy Caussadais   | 38,46            | 1 219 (2014)                      | 32                 |
| Labarthe             | 82077      | CC du Pays de Lafrançaise | 23,24            | 388 (2014)                        | 17                 |
| Vazerac              | 82189      | CC du Pays de Lafrançaise | 32,68            | 721 (2014)                        | 22                 |
| Auty                 | 82007      | CC du Quercy Caussadais   | 7,42             | 142 (2014)                        | 19                 |
| Puycornet            | 82144      | CC du Pays de Lafrançaise | 27,46            | 725 (2014)                        | 26                 |

## Représentation

### Conseillers généraux de 1833 à 2015
| Période | Période      | Identité                                        | Étiquette              | Qualité                                                                                                   |
| ------- | ------------ | ----------------------------------------------- | ---------------------- | --- |
| 1833    | 1847         | Jean Etienne Marqueyret                         |                        | Propriétaire, avocat Maire de Molières (1830-1836, 1846-1847)                                             |
| 1847    | 1852         | Edmond Marqueyret                               |                        | Maire de Molières (1847-1852)                                                                             |
| 1852    | 1861         | Jean-Jacques Lefranc de Laccary                 |                        | Avocat, maire de Molières (1852-1859)                                                                     |
| 1861    | 1867 (décès) | Léonce d'Escayrac-Lauture                       | Droite Royaliste       | Ancien aide de camp Ancien Président du Conseil Général Député (1827-1831) Pair de France                 |
| 1867    | 1885         | Gustave Pignères                                | Droite                 | Notaire Maire de Vazerac (1852-1855, 1859-1870, 1871-1885)                                                |
| 1885    | 1886         | Joseph Pignères (fils du précédent)             | Droite                 | Propriétaire et agent d'assurances Maire de Vazerac (1892-1925)                                           |
| 1886    | 1895         | François Stanislas Iches                        | Républicain            | Maire de Molières (1878-1897)                                                                             |
| 1895    | 1907         | Henri Olympe Joseph de Cruzy-Marcillac          | Droite                 | Maire d'Auty (1872-1909)                                                                                  |
| 1907    | 1925         | Charles Garrisson                               | RG                     | Diplomate                                                                                                 |
| 1925    | 1934 (décès) | Gaston Bouniols (1872-1934)                     | RG-Rad.                | Diplomate Maire de Molières (1925-1934) Sénateur (juillet-août 1934)                                      |
| 1934    | 1940         | Victor Combelles (1888-1962)                    | Rad.                   | Notaire Maire de Molières (1934-1944) Nommé membre de la Commission administrative départementale en 1941 |
|         |              |                                                 |                        | |
| 1945    | 1962 (décès) | Victor Combelles                                | Rad.                   | Maire de Molières (1934-1944 et 1945-1962)                                                                |
| 1962    | 1994         | Henri Combelles (fils du précédent - 1924-2010) | Rad. puis DVG puis DVD | Maire de Molières (1962-1971)                                                                             |
| 1994    | 2015         | Guy Hébral                                      | PRG                    | Fonctionnaire retraité Maire de Molières (1989-2014)                                                      |

### Conseillers d'arrondissement (de 1833 à 1940)
| Période                                  | Période           | Identité                   | Étiquette   | Qualité |
| ---------------------------------------- | ----------------- | -------------------------- | ----------- | --- |
| 1833                                     | 1836              | M. Verdié                  |             | Juge de paix à Molières                                                                                     |
| 1836                                     | 1848              | Eugène Rolland             |             | Négociant à Molières, élu maire en 1848                                                                     |
|                                          |                   |                            |             | |
|                                          | 1882 (démission)  | Louis Bouniol              |             | Adjoint au maire de Molières                                                                                |
|                                          |                   |                            |             | |
| 1886                                     | 1892              | Jean Roudil                | Droite      | Maire de Puycornet (1871-1888)                                                                              |
| 1892                                     | 1893 (annulation) | M. Fombeur-Buéli           | Républicain | |
|                                          |                   |                            |             | |
| 1898                                     | 1910              | Paul Pécharman (1857-1923) | Libéral     | Propriétaire à Puycornet                                                                                    |
| 1910                                     |                   | M. Garrigues               | Radical     | |
|                                          |                   |                            |             | |
| 1922                                     | 1934              | Jean Soubrié               | Conc.rép.   | Maire de Vazerac (1925-1935)                                                                                |
| 1934                                     | 1940              | Henri-Félix Lacam          | Radical     | Maire de Puycornet (1912-1940)                                                                              |
| 1940                                     |                   |                            |             | Les conseils d'arrondissement ont été suspendus par la loi du 12 octobre 1940 et n'ont jamais été réactivés |
| Les données manquantes sont à compléter. |                   |                            |             | |

## Démographie
| 1962  | 1968  | 1975  | 1982  | 1990  | 1999  | 2006  | 2011  | 2012  |
| ----- | ----- | ----- | ----- | ----- | ----- | ----- | ----- | ----- |
| 3 672 | 3 600 | 3 210 | 2 950 | 2 784 | 2 724 | 2 845 | 3 146 | 3 180 |